# Rhodometra roseofimbriata
Rhodometra roseofimbriata là một loài bướm đêm trong họ Geometridae.